# 杜叔毗
杜 叔毗（と しゅくび、? - 567年）は、南朝梁から北周にかけての人物。字は子弼。本貫は京兆郡杜陵県。西晋の杜預の子の杜耽の末裔にあたる。

## 経歴
梁の辺城郡太守の杜漸（杜乾光の子）の子として生まれた。幼くして父を失い、母に孝事して知られた。学問を好んで精励し、特に『春秋左氏伝』に詳しかった。梁に仕えて、宜豊侯蕭循の下で府中直兵参軍をつとめた。
大統17年（551年）、西魏の大将軍の達奚武が漢中を攻撃した。廃帝元年（552年）、達奚武が南鄭で蕭循を包囲すると、蕭循は叔毗を長安に派遣して請和を求めさせた。西魏の宇文泰は叔毗と会見して礼遇した。叔毗が帰国しないうちに、蕭循の中直兵参軍の曹策と参軍の劉曉が、城とともに達奚武に降ろうと図った。ときに叔毗の兄の杜君錫は蕭循の下で中記室参軍であり、甥の杜映は録事参軍、杜映の弟の杜晰は中直兵参軍をそれぞれつとめていた。曹策らは杜氏一族が自分たちに同心しないことを恐れて、その反乱計画を誣告し、勝手に殺害した。まもなく蕭循は曹策らを攻撃して捕らえ、劉曉を斬ったが、曹策は逃亡した。
蕭循が達奚武に降ったとき、曹策は長安に入っていた。叔毗は泣いて兄の横死と曹策の罪について訴えたが、西魏の朝廷は降伏前のこととして、罪を追及できないと結論した。叔毗は復讐を望んだが、母に罪が及ぶことを恐れて決行をためらった。母は叔毗の考えを知ると、その決意を励ました。叔毗は母の言葉に感動し、後に京城で手ずから曹策に斬りつけ、その遺体の四肢を切断して、復讐を遂げた。官の縛について処罰を願い出たが、宇文泰にその壮気を賞賛され、特に一命を赦された。
北周のとき、叔毗は都督・輔国将軍・中散大夫の位を受けた。母が死去すると、辞職して喪に服し、哀哭のあまり骨の立つまで痩せ細った。喪が明けると、宇文護に召されて、その下で中外府楽曹参軍となり、大都督の任を加えられた。使持節・車騎大将軍・儀同三司に転じ、義城郡太守を代行した。曹策に殺害された兄の杜君錫と一族の遺体は梁州にあったが、武帝の許しを得て、長安に迎えて葬った。ほどなく硤州刺史に任じられた。
天和2年（567年）、衛国公宇文直の下で南征に従ったが、敗れて陳軍に捕らえられた。屈服する様子を見せなかったため、殺害された。
子に杜廉卿・杜憑石・杜安石・杜魚石（杜審言の祖父）・杜黄石があった。

## 伝記資料
- 『周書』巻46 列伝第38
- 『北史』巻85 列伝第73